# Laguna Cari Lauquen
Laguna Cari Lauquen är en sjö i Argentina. Den ligger i den västra delen av landet, 1 100 km väster om huvudstaden Buenos Aires. Laguna Cari Lauquen ligger 1 417 meter över havet. Arean är 1,7 kvadratkilometer. Den sträcker sig 1,9 kilometer i nord-sydlig riktning, och 1,9 kilometer i öst-västlig riktning.
Omgivningarna runt Laguna Cari Lauquen är i huvudsak ett öppet busklandskap. Runt Laguna Cari Lauquen är det mycket glesbefolkat, med 3 invånare per kvadratkilometer.